# Алексей Комнин (сын Иоанна II)
Алексей Комнин (ср.-греч. Ἀλέξιος Κομνηνός; февраль 1106, Балабиста, Македония —  2 августа 1142, Атталия, Памфилия) — старший сын византийского императора Иоанна II Комнина и его жены Ирины Арпад, соправитель отца с 1122 года до своей смерти. Был старшим братом императора Мануила Комнина.

## Биография
Алексей стал соправителем отца в 1122 году. Во время коронации Алексея ему и его отцу было посвящено панегирическое стихотворение Феодора Продрома. Алексей умер в Атталии во время одного из военных походов своего отца. Тело было решено отправить в Константинополь, сопровождал его сын Иоанна Андроник, который в дороге заболел и умер. Это произошло незадолго до гибели самого Иоанна.

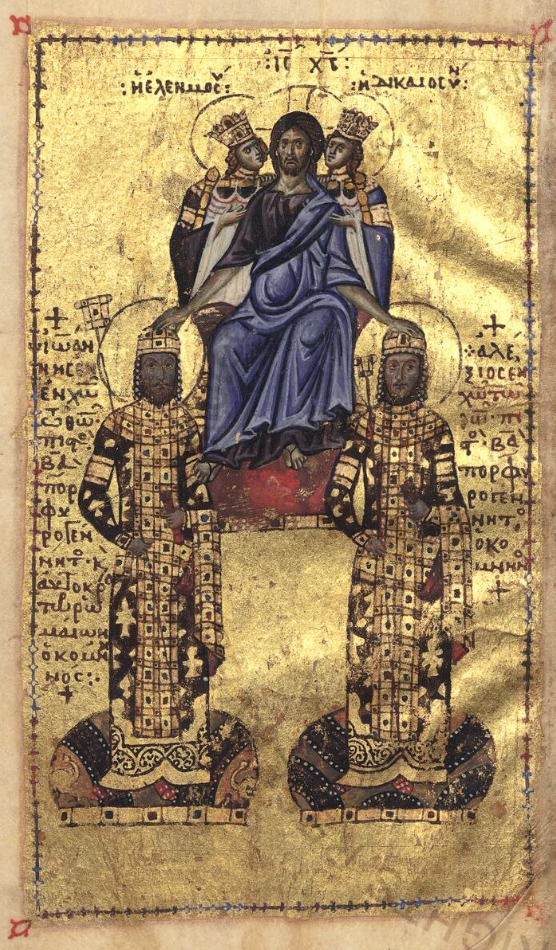
Иоанн II и его старший сын Алексей, коронуемые Иисусом Христом. Миниатюра из Евангелия Ватиканской библиотеки

Точное имя жены Алексея Комнина не известно. Возможно, первой женой была дочь великого киевского князя Мстислава Добродея, которая была выдана замуж в результате заключения мира между Киевской Русью и Византией, закончившего русско-византийскую войну 1116—1123 годов. Вторая жена — Екатерина Грузинская, дочь Давида IV. Точно известно, что их супругами были представители императорской династии Комнинов.
Его дочь Мария Комнина вышла замуж за севаста Алексея Аксуха, сына великого доместика Иоанна Аксуха. Супруг был дукой Киликии и протостратором.
Сын Марии Комнины и Алексея Аксуха, Иоанн Комнин Толстый, попытался свергнуть императора Алексея III Ангела и был казнён. Его возможная дочь Феодора Аксухина стала женой трапезундского императора Алексея I Великого Комнина.